# اضطهاد المسيحيين في الاتحاد السوفيتي

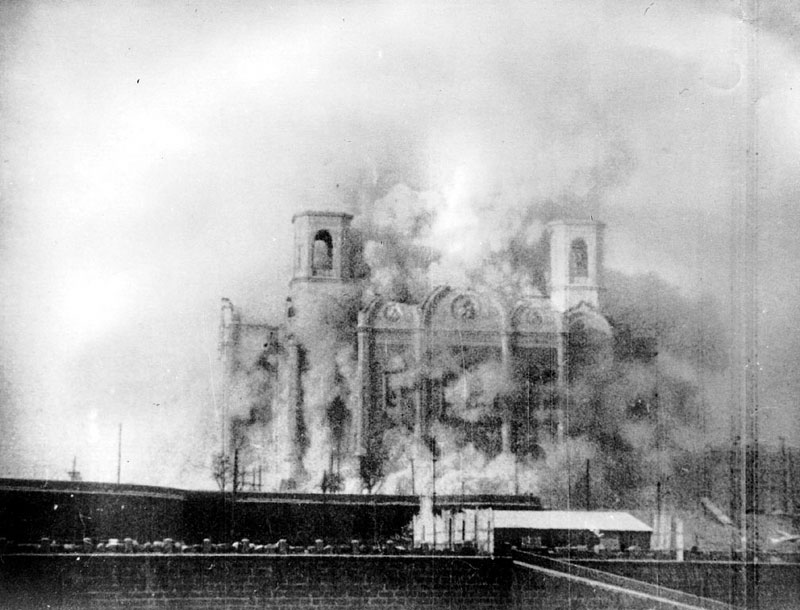
صورة لتفجير كنيسة المسيح الخلص في موسكو عام 1931

على امتداد تاريخ الاتحاد السوفيتي بين عامي (1922-1991 م)، قمعت السلطات السوفياتية واضطهدت مختلف أشكال المسيحية بدرجات مختلفة تبعاً لحقبة محددة. إن السياسة السوفياتية المعتمدة على الأيديولوجية الماركسية اللينينة، جعلت الإلحاد المذهب الرسمي للاتحاد السوفيتي، وقد دعت الماركسية اللينينية باستمرار السيطرة والقمع، والقضاء على المعتقدات الدينية.
كانت الدولة ملتزمة بهدم الدين، ودمرت الكنائس والمساجد والمعابد، سَخِرت من القيادات الدينية وعرضتهم للمضايقات ونفذت بهم احكام الإعدام، اغرقت المدارس ووسائل الإعلام بتعاليم الإلحاد، وبشكل عام روجت للإلحاد على انه الحقيقة التي يجب على المجتمع تقبلها.
العدد الإجمالي لضحايا سياسات دولة السوفييت الإلحادية من المسيحيين تم تقديره بما يتراوح بين 12-20 مليون.
استمرت المعتقدات والممارسات الدينية بين الغالبية العظمى من السكان ، في الميادين المحلية والخاصة ولكن أيضا في الأماكن العامة المنتشرة المسموح بها من قبل الدولة التي اعترفت بفشلها في استئصال الدين والأخطار السياسية من اندلاع حرب ثقافية لا هوادة فيها.

## الموقف الرسمي السوفييتي
وكان النظام السوفيتي ظاهرياً يرتكب إبادة كاملة للمؤسسات والأفكار الدينية  وكان الإلحاد المتشدد يتمركز في إديلوجية الحزب الشيوعي السوفييتي  وذو أولوية قصوى لدى جميع قادة الاتحاد السوفيتي.
اقتناعاً منهم أن الملحدين يعتبرون الأفراد الأكثر أفضلية من أولئك أصحاب المعتقد الديني.
أقامت الدولة الإلحاد على أنه الحقيقة العلمية الوحيدة، إن انتقاد الإلحاد أو سياسات الدولة المناهضة للدين كان محظوراً ويمكن أن يؤدي إلى السجن أو الاعتقال أو الوضع تحت الإقامة الجبرية.
إن التمسك بالدين لم يكن أبداً محظوراً بشكل رسمي. وكانت الدساتير السوفيتيتة تضمن دائماً حق الاعتقاد.
ومع ذلك - منذ أن فسر لينين  الايدلوجية الماركسية وفرض ورثته أن الدين كان عقبة أمام بناء المجتمع الشيوعي - فإن وضع حد لجميع الأديان (واستبداله بالإلحاد ) كان هدفأ إيدلوجياً ذو أهمية أساسية للدولة.
إن اضطهاد الدين تم تنفيذه رسمياً من خلال العديد من التدابير القانونية التي تم تصميمها لعرقلة الأنشطة الدينية، ومن خلال الحجم الهائل من الدعاية المناهضة للدين، فضلا عن التعليم، وعن طريق وسائل أخرى مختلفة.
ومع ذلك فإن الاضطهاد الرسمي يرافقه الكثير من التعليمات السرية التي بقيت غير رسمية.
من الناحية العملية سعت الدولة أيضا للسيطرة على الهيئات الدينية والتدخل بهم بهدف نهائي متمثل في جعلها تختفي. ولهذا الغرض، سعت الدولة إلى السيطرة على أنشطة قادة مختلف الطوائف الدينية.
غالباً ما كان يتخفى الاضطهاد الرسمي تحت العبارات المنمقة في مستندات الحزب الرسمية مثل "النضال ضد أيديولوجية البرجوازية، نشر الفكر المادي، إلخ.
كثيرا ما رفضت الحكومة مبدأ أن جميع المؤمنين بالأديان ينبغي أن يعاملوا كأعداء الشعب ، ويرجع ذلك جزئياً إلى اعتبارات واقعية للعدد الكبير من الناس الملتزمين إيمانيا. وجزئياً أيضاً إلى الاعتقاد بأن هناك العديد من المواطنين السوفيت الموالين بين أعداد المؤمنين الذين ينبغي أن يكونوا مقتنعين بأن يصبحوا ملحدين بدلاً من الهجوم صريح.
المؤمنون بالأديان كانوا دائماً رهن البروباغاندا (الدعايات) المعادية للدين والتشريعات التي تقيد ممارستاتهم الدينية أو يعانون من القيود المفروضة في المجتمع السوفييتي. كانوا، ومع ذلك، نادرا ما يخضعون رسمياً من أي وقت مضى لاعتقال أو السجن أو الموت لمجرد وجود معتقداتهم (لمجرد أنهم يملكون إيماناً)
و بدلا من ذلك، كانت تلك الأساليب من الاضطهاد كرد فعل لتصور (حقيقي أو خيالي) لمقاومتهم لحملة الدولة الواسعة ضد الدين.
وقد تم تصميم الحملة لنشر الإلحاد، وأعمال العنف والتكتيكات ارهابية التي ستستخدم، في حين يجري التذرع دائماً رسميا استنادا إلى مقاومة الدولة المتصوّرة. في اوسع مخطط كان القصد منه ليس مجرد افعال ضد التمرد ولكن لتقديم زيادة في المساعدة لقمع الدين من أجل نشر الإلحاد.

## تكتيكات الاتحاد السوفيتي
تكتيكات اختلفت على مر السنين ما بين القاسية والمعتدلة في أوقات مختلفة. ومن بين التكتيكات الأكثر شيوعاً كان مصادرة ممتلكات الكنيسة، السخرية من الدين ومضايقة المؤمنين، والترويج للإلحاد في المدارس وإجراءات معينة تجاه الأديان، ومع ذلك، تم تحديدها من مصالح الدولة، وتم تنظيم حظر الأديان بشكل جدّي.
بعض الأعمال التي قامت ضد الكهنة الأرثوذكس والمؤمنون سوياً كان الإعدام مع التعذيب والإرسال إلى معسكرات الاعتقال، معسكرات العمل الشاق أو مستشفيات الأمراض العقلية. وقد تعرض كثير من الأرثوذكس بالإضافة إلى أتباع الديانات الأخرى أيضا إلى التعذيب النفسي أو وتجارب غسيل الدماغ من أجل إجبارهم التخلي عن معتقداهم الدينية (انظر: الاستغلال السياسي للطب النفسي في الاتحاد السوفيتي).
خلال السنوات الخمس الأولى من السلطة السوفياتية، نفذت البلاشفة قرارات إعدام لـ 28 من الأساقفة الأرثوذكسية الروسية وأكثر من 1.200 من الكهنة الأرثوذكسية الروسية وسجن العديد من الآخرين أو تم نفيهم.
في الاتحاد السوفياتي، بالإضافة إلى إغلاق المنهجي وتدمير الكنائس، أصبح العمل الخيري الذي كان يتم بقيادة الكنيسة بيد السلطة. كما هو الحال مع جميع الممتلكات الخاصة، وصودرت ممتلكات الكنيسة التي تملكها وحوّلت للاستخدام العام. وقد كانت الأماكن القليلة الموجودة إلى يسار الكنائس - التي سمحت الدولة باستخدامها- من وجهة نظر القانون من ممتلكات الدولة.
النصارى البروتستانتيين في الاتحاد السوفياتي (المعمدانيين، الخمسيين، السبتيين إلخ..) في فترة ما بعد الحرب العالمية الثانية تم إرسالهم بشكل إلزامي إلى مستشفيات الأمراض العقلية، حيث عانوا من المحاكمات والسجون (غالبا لرفضهم الخدمة العسكرية) حتى حرم بعضهم من حقوق الوالدين الواجبة.

## الحملة المعادية للتدين (1917-1921)
في شهر تشرين الثاني من عام 1917 وبعد انهيار الحكومة القيصرية قام مجلس الكنيسة الروسية الأرثوذكسية بإعادة تشكيل البطريركية وانتخبوا المطران تيخون كبطريرك.
في الوقت ذاته، وخلال أسابيع من اندلاع الثورة تم تشكيل حركة التنوير والتي أنشأت بعد شهر من تأسيسها الاتحاد الروسي للمعلمين الأممين بغرض إزالة التعاليم الدينية من المناهج الدراسية، بالمقابل قامت بتكثيف الدعاية المعادية للدين في النظم المدرسية، كما تم تأسيس الإدراة الرئيسية للتنوير السياسي في شهر تشرين الثاني من عام 1920.
المرسوم الذي أصدره لينين والذي يقضي بفصل الكنيسة عن الدولة في أوائل عام 1918 حرم الكنيسة الرسمية من مكانتها كجهة اعتبارية، كما منعها من حق التملك، وكذلك من تعليم الدين في المدارس الحكومية والخاصة أو بحق أي مجموعة من القاصرين، بالإضافة إلى ذلك فإن هذا المرسوم قام بإلغاء امتيازات الكنيسة وبهذا تم فك التحالف ما بين الدين والدولة. قام الأكليروس بمهاجمة هذا المرسوم جهرا، وأصدرت السلطة الكنسية مناشدتها للمؤمنين كي يعرقلوا تطبيق هذا المرسوم.
بالإضافة إلى ذلك فإن القرار القاضي بفصل الكنيسة عن الدولة والمدرسة حدد أيضا العلاقة بين المدرسة والكنيسة، قائلا:«المدرسة يجب أن تكون مفصولة عن الكنيسة.», «إن تعليم المذاهب الدينية في كلا أوساط الدولة والعامة وكذلك في المعاهد التعليمية الخاصة حيث تدرس معظم العلوم يجب أن يكون ممنوع، بالمقابل يمكن للمواطنين أن يعلموا أو يتعلموا الدين بشكل منفرد وخاص».
```
2-2
```

هذا العنف واسع النطاق على يد أفراد الجيش الأحمر ضد الكنيسة لم يكن يُدعم علناً من قبل لينين، لكن، في الأعوام اللاحقة ادّعى كبار المسؤولين السوفييت بما فيهم إيميليان ياروسلافسكي المسؤولية المركزية عن هذه الجرائم.
وبرروا العنف من خلال مراجعة التاريخ والإعلان عن أن الكنيسة كانت تقاتل بفاعلية ضدهم.
وكانت الكنيسة قد أعربت عن تأييدها لمحاولة انقلاب الجنرال كورنيلوف المعادي للثورة والذي ساعد حركات تمرد كل من كيرينسكي وكراسنوف والذي دعا المؤمنين للقتال ضد الدولة الجديدة وحتى لسفك الدماء في القتال ضدهم.
وكان هناك نداء تيخون «للشعب الأرثوذكسي» حيث قدم تيخون دعوة للمؤمنين ليكونوا على استعداد حتى للتخلي عن أرواحهم في الجهود الرامية للحفاظ على دينهم وقال في النداء:
(«من الأفضل أن يُسفك دم المرء وأن يُمنح تاج الشهداء على أن يدنس الأعداء إيمان الأرثوذكس» )
```
2-4
```

معاداة الكنيسة للحكومة السوفيتية كان جزءاً من حركة واسعة ومضادة للثورة. في الأيام الأولى بعد انتصار انتفاضة تشرين الأول المسلحة في بيتروغراد قام الإكليروس بمساعدة حركة التمرد في كيرنسكي وكارسنوف عندما حاولت الإطاحة بالحكومة السوفيتية، وقد قام المجلس المحلي أيضا في مدينة موسكو بدعم الطلاب الذين ثاروا، وعندما استولى أولئك الثوار على الكرملين لفترة من الزمن وضعت الكنائس والأجراس تحت تصرفهم في آن واحد.
لم تكن مقاومة الكنيسة منظمة على مستوى البلاد، وعلى أية حال فإن تيخون لم يمنح مباركته للقوات البيضاء فقد أعلن عن الحياد خلال الحرب الأهلية وحاول أن يصدر تعليماته للكنيسة الأرثوذكسية بالالتزام بالحياد السياسي وحل الارتباط، وقد أدعت الدعاية الإعلامية حينئذ أن ذلك محاولة للتمويه عن موقف الكنيسة الداعم لعودة القيصرية.
بل وأن الاحتيال يتضح في المراجعات والوثائق السوفيتية حيث أنه ما من أفعال وحشية موثقة ضد رجال الدين تضمنت حمل السلاح ضد رجال الجيش الأبيض، وحالات نادرة كانت لرجال دين كان قد أعلنوا دعمهم صراحة، كما أن الخديعة في مثل هذا النوع من محاولات التحريف قد تجاوز ذلك إلى الحد الذي لا يمكن فيه وصف عمليات مثل تقطيع أوصال سجناء مجهولين أو سلخ فروات رؤوس المؤمنين وتعذيبهم أو إطلاق النار على زوجات وأبناء الكهنة والعديد من أفعال الجيش الأحمر الوحشية الموثقة ضد الكنيسة الأرثوذكسية خلال الحرب الأهلية بالدفاع عن النفس.
اعتبرت الدعاية الالحادية مكافحة الدين ذات أهمية أساسية لحزب لينين منذ أيامه الأولى ماقبل الثورة، وكان نظام سريع في إنشاء مجلات إتحادي لمهاجمة الدين بعد وقت قصير على وصوله للسلطة
تحت اسم الثورة والكنيسة (Revolustiia i tserkov) كان يعتقد في الفكر أن الدين سوف يختفي بسرعة مع قدوم الثورة واستبداله بالإلحاد لا مفر منه، وقيادة الدولة الجديدة لا تأخذ الكثير من الوقت ومع ذلك من أجل التوصل إلى اسنتاج مفاده أن الدين لا يختفي من تلقاء نفسه فيجب إيلاء المزيد من الجهود لمكافحة الدعاية الدينية.
لهذا الغرض تم توحيد العمل الإلحادي مركزياً تحت دائرة التحريض والدعاية للجنة المركزية (CP Agitprop) في عام 1920 باستخدام المبادئ التوجيهية للمادة 13 للحزب الشيوعي الروسي (الثوري) التي إعتمدها مؤتمر الحزب 8.
ذكرت المادة 13:
"
 بقدر ماتشعر بالقلق من الدين فالحزب الشيوعي الثوري لن يكون راضياً عن مرسوم الفصل بين الكنيسة والدولة ويهدف الحزب إلى التدمير الكامل للعلاقات بين الطبقات المستغلة والدعاية الدينية بينما سيساعد بالتحرر الفعلي للجماهير العاملة من التحيزات الدينية وسينظم أوسع دعاية ممكنة لتعليم وتنوير مكافحة الدين، في نفس الوقت من الضروري تجنب إهانة مشاعر المؤمنين التي من شأنها أن تؤدي إلى تصلب التعصب الديني

"
وكانت هذه المادة مهمة جداً في السياسة المعادية للدين في الاتحاد السوفيتي في سنواته اللاحقة والأخيرة حيث تم تجاهل كل من أشار إلى الوراء في نقطة مختلفة في تاريخ الاتحاد السوفيتي وستلعب دوراً هاماً في المنافسات اللاحقة بين مختلف القادة السوفيات.
أقيمت مناظرات عامة بين المسيحيين والملحدين بعد الثورة واستمرت هذه المناظرات حتى علقت (توقفت) عام 1929م. من بين مشاهير المشاركين في هذه المناظرات من جهة الملحدين: مفوّض التنوير (التبشير) Anatoly lunacharsky. كان الناس يصطفون لساعات في سبيل الحصول على مقعد لمشاهدة المناظرات. حاولت السلطات في بعض الأوقات أن تقوم بتحديد الزمن المخصص ليتكلم به الجانب المسيحي في المناظرة إلى عشر دقائق، وفي مناسبات أخرى تم إيقاف المناظرة عند آخر دقيقة حتى ولو لم ينه المتكلم كلامه. وهذا ربما كان نتيجة الردود الممتازة من قبل المناظرين المتدينين. نشأ البوفيسور V.S.Martsinkovsky كرجل دين أرثاذوكسي ولكن تحة ل فيما بعد ليصبح من البروتستانت، وقد كان هذا البروفيسور واحدً من أفضل المناظرين المسيحيين وقد قام الملحد Lunacharsky بإلغاء إحدى مناظراته مع البروفيسور Martsinkovsky بعد أن قام البروفيسور بهزيمته في مناظرة سابقة. وفي مناسبة أخرى عام 1929 وصل جمهور ضخم من مقاطعات Komsomol لحضور مناظرة البروفيسور وشغلوا الصفين الأول والثاني بشكل كامل، عندما حاول زعيمهم أن يضايق البروفيسور ويناقشه وجد نفسه غير مدعوم من قبل من أتى معه (رعيته)، وبعد انتهاء المناظرة أخبره من كان معه أنهم لم يدعموه لأنه لم يتكلم بما كان متفقاً أن يتكلم به.

## الحملة المناهضة للدين 1921-1928
عقد الكونغرس العاشر ل CPSU في عام 1921 وخلصت إلى قرار الدعوة " منظمة واسعة الصلاحية، القيادة، والتعاون في مهام الانفعالات والدعاية المناهضة للدين بين كتل كبيرة من العمال باستخدام كتل الإعلام، الافلام، الكتب، المحاضرات وأجهزة أخرى. عندما طالب قادة الكنيسة بالحرية الدينية تحت الدستور، استجاب الشيوعيين بالرعب، قتلوا المتحضر من kiev وأعدموا 28 اسقفا و 6,775 كاهنا بالرغم من المظاهرة الحاشدة لدعم الكنيسة، معظم القمع الإجباري للقادة الإكليورسيين أدى إلى الإستسلام. في آب عام 1921، اجتماع كامل للّجنة المركزية ل CPSU (القيادة العليا للولاية) تبنت إحدى عشر نقطة للأوامر على تطبيق المقال 13 (ذكر في الأعلى). إنها تميو بين المؤمنين بالديانات والمؤمنين غير المتعلمين وسمحت للاخير بالحصول على عضوية حزبية إذا كرس نفسه للشيوعية. لكن يجب عليهم أن يعاد تعليمهم ليصبحوا ملحدين. إنها تدعوا أيضاً للاعتدال في الحملات المناهضة للدين وأكدت بأن الولاية تحارب ضد كل الديانات التي ليست مفردة ببساطة (مثل كنيسة الاورثودوك).
بعد المؤتمر العاشر عام 1929 بدأ قمع الحوارات العامة حتى قاموا بتعليقها (توقيفها) بشكل رسمي .. وتم استبدالها بمحاضرات عامة يقوم باعطائها الملحدين .
وكان قد تم عام 1922 اعتقال V. S. Martsinkovsky وإرساله إلى المنفى باعتباره يمارس التبشير الذي يجذب الناس إلى الدين .. وقيل أنه قد يعود في غضون سنوات قليلة بمجرد أن يصبح العاملين أكثر حكمة (كان في الواقع لم يسمح له بالعودة).
وزُعم أن الكنيسة حاولت إنشاء اكاديميات فلسفية دينية حرة وحلقات دراسية ونشرات دورية في العشرينات من القرن الماضي والتي قابلها لينين باعتقال وطرد جميع المنظمين إلى الخارج وتعطيل هذه الجهود بالقوة.
وعلى الرغم من تعليمات عام 1921 في آب/أغسطس، اتخذت الدولة موقفا متشددا جداً ضد الكنيسة الأرثوذكسية بحجة أنه من إرث القياصرة الماضي (الاختلاف في الممارسات والسياساسات قد عكس الخلاف الداخلي بين قيادة الحزب).
أراد ليون تروتسكي ان يقتل "البطريرك تيخون"، ولكن لينين نهى عن ذلك تخوفا من إنتاج «بطريرك هيرموجينس» آخر (وهو البطريرك الذي قتل من قبل البولنديين (القطبيين) عندما احتلوا موسكو في عام 1612).
من أجل إضعاف الكنيسة الأرثوذكسية دعمت الدولة انفصالاً سُمي بانفصال طائفة الRenovationist
وذلك بإعطائه اعترافاً قانونياً في عام 1922 والاستمرار في ترهيب الأرثذوكسية القديمة إضافة إلى حرمانها من الوسائل القانونية للوجود.
أُعتقل البطريرك في عام 1922 بموجب اجراءات جنائية بشكل متخفي وأُخذت محفوظاته من قبل ال Renovationists 
ورفض البطريرك الاستستلام لمطالب الحكومة حيث تعرض للتعذيب .وقامت طائفة ال Renovationists بإعادة المجمع الكنسي المقدس للسلطة وعملت على جلب التفرقة بين صفوف رجال الدين والمؤمنين .
في عام 1922 كانت هناك مجاعة في روسيا. واقترح عمال المعامل والمكاتب في عام 1921 أن ثروة الكنيسة يجب أن تستخدم لتخفيف الجوع.
حظيت هذه الاقتراحات بدعم بعض رجال الدين. لكن بعض الكهنة برئاسة تيخون عارضوا أعطاء أي جزء من الممتلكات الثمينة لمساعدة الجياع. وهدد تيخون بالقمع ضد رجال الدين والعلمانيين الذين كانوا يريدون التخلي عن ثروات الكنيسة.
قررت اللجنة التنفيذية المركزية لروسيا الاتحادية الاشتراكية السوفياتية في 26 من شباط 1922 أن الفائض من أشياء الكنيسة الثمينة يجب أن يصادر استجابة لمتطلبات الشعب .
تضمن المرسوم جزءاَ من الذهب والمواد الفضية المصادرة من الممتلكات وضعت تحت تصرف المؤمنين من قبل الدولة دون مقابل .
المواد المصنوعة من معادن ثمينة كان لا بد أن تؤخذ بعيداً بحذر وكان لابد من إعلام رجال الدين بتقدم الإجراء ومواعيد المصادرة .
وكان من المنصوص عليه ألا تعيق عملية المصادرة عبادة العامة أو تضر مصالح المؤمنين.
تقارير الشرطة السوفيتية من 1922 تدعي أن الفلاحين (خصوصاً النساء) اعتبروا تيخون شيهداً بعد اعتقاله خلال مقاومته المفترضة وأن رجال الدين «التقدميين» كانوا خونة للدين،
كان هناك أيضاً إشاعات نشرت أن اليهود كانوا يتحكمون بإدارة الكنيسة السوفيتية العليا ومن أجل هذا السبب لينين نهى تروتسكي عن المشاركة في الحملة، ومنع أدوار رئيسة معينة من أن تمنح لهؤلاء ذوي أصل يهودي.
كان هناك حادث دموي في المدينة يدعى شويا. كتب لينين أن أعدائهم قد منحوهم بحماقة فرصة عظيمة بهذه الحادثة، منذ ذلك أيقن أن جماهير الفلاحين سوف لن تدعم عقد الكنيسة على أشيائها الثمينة في ضوء المجاعة وأن المقاومة التي قدمتها الكنيسة قد تتقابل مع الانتقام من رجال الدين.
أوتو فون رادويتز، المستشار في السفارة الأمانية في موسكو، سجل أنا الحملة كانت استفزازاً متعمداً للحصول على رجال الدين للرد من أجل مهاجمتها ردا على ذلك.
لخص لينين كامل قضية الحملة على ممتلكات الكنيسة الثمينة بأنها يمكن أن تستخدم كذريعة في أنظار العامة لمهاجمة الكنيسة وقتل رجال الدين.
وهكذا بدأ القطاع السادس للأوجي بي يو OGPU - بقيادة يفجيني توتشكوف Yevgeny Tuchkov- بدأ وبقوة باعتقال وإعدام الأساقفة والكهنة والعابدين المؤمنين من أمثال: المطران فينيامين Veniamin في بتروغراد Petrograd وهي سانت بطرسبرغ حاليا وذلك في عام 1922 لرفضه القبول بتسليم مقتنيات الكنيسة الثمينة بما في ذلك الآثار المقدسة، كما أن رئيس أساقفة بيرم Perm المطران أندرونيكAndronik - الذي كان يعمل كمبشر في اليابان- دفن على قيد الحياة، أما الأسقف جيرموجين Germogen مِنْ توبولسك Tobolsk - الذي رافق القيصر طوعا إلى المنفى- رُبِطَ إلى ذراعِ تحريك مركب بخاري وشوه بالأنصال الدوارة.
وفي عام 1922 مخيم سولوفكي الخاص solovki هو أول معسكر اعتقال للروس وكان سابقا دير أرثوذكسي، وقد تم تأسيسه في جزر سولوفكي في البحر الأبيض  حيث توفي هناك ثمانية من المطارنة وعشرون من رؤساء الأساقفة وسبعة وأربعون من أساقفة الكنيسة الأرثوذكسية بالإضافة إلى عشرات الآلاف من العلمانيين، منهم 95,000 أعدموا رميا بالرصاص، وكان الأب بافل فلورنسكي Pavel Florensky واحدا من شهداء تلك المرحلة تحديدا.
في السنوات الخمس الأولى بعد ثورة البلاشفة، قدّر صحفي إنكليزي انه تم إعدام 28 من الاساقفة و 1215 من الكهنة 
واشارت الادلة الصادرة مؤخرا انه في عام 1922 تم قتل أكثر من 8000 شخص خلال الصراع على ممتلكات الكنيسة الثمينة.
وفي عام 1922 بدات المنشورات المتخصصة المناهضة للدين، بما في ذلك مجلة ال Bezbozhnikالملحدة الساخرة للمحرر ميخائيلوفيتش ياروسلافسكي Yemelyan Mikhailovich Yaroslavsky , والتي شكلت فيما بعد الاساس لجامعة الملاحدة المتشددين .
ومع اختتام حملة مصاردة مقتنيات الكنيسة الثمينة  توقفت الحملة الارهابية ضد الكنيسة لفترة من الوقت، وانتهى غلق الكنيسة لفترة من الوقت، وتم التحقيق في الانتهاكات التي حصلت.
استمرت الحرب الدعائية، وعملت المؤسسات العامة على تطهير المظاهر الدينية من المثقفين وتطهير الاوساط الاكاديمية.
وبسبب استمرار الدين تم الطعن بصورة عملية بالافتراض الماركسي القديم الذي يقول بان الدين سيتختفي من تلقاء نفسه مع تغيير الظروف المادية ..
ناقشت القيادة السوفيتية أفضل السبل لمحاربة الدين، وتراوحت المواقف بين الاعتقاد «اليميني» أن الدين سوف يموت من تلقاء نفسه بشكل طبيعي مع زيادة التعليم.. والاعتقاد «اليساري» ان الامر بحاجة إلى هجوم قوي على الدين .
ونادى لينين بان النضال من أجل نشر الإلحاد «قضية دولتنا».
كان لدى الحكومة صعوبات في محاولة تطبيق فصل التعليم عن الدين في المدارس، بسبب نقص المعلمين الملحدين .
وقد بدأ التعليم المستقل عن الدين في المدارس الثانوية في 1925.
و في أواخر العشرينات من القرن العشرين غيرت الدولة موقفها من المصلحين وازدادت نظرتها لهم كخطر مستقل، وذلك بسبب نجاحهم الكبير في جذب الناس للدين.
توفي تيخون في 1925 ومنع الاتحاد السوفيتي إقامة انتخابات بطريركية. خالف ميتروبوليتان سرجيوس القائم بأعمال البطريركية (نائب البطريرك) (ستراكورودسكي 1887-1944) رأي جزء كبير من رعايا الكنيسة، ففي 1927 أعلن قبول السلطة السوفيتية على الكنيسة وأنها شرعية، متعهداً تعاون الكنيسة مع السلطة، ومندداً بالمعارضة السياسية داخل الكنيسة .
وقد جعل تصريحه، في عام 1927، الكنيسةَ في الاتحاد السوفيتي: أداة سياسية بيد الحكومة الملحدة .
اعترض معظم رجال الدين بشدة على هذه الاتفاقية لكنهم كانوا يقتلون بشكل منتظم .
وإنه فعل هذا لضمان بقاء الكنيسة.
عبر المطران بشكل رسمي ولائه للحكومة السوفيتية وبعد ذلك امتنع عن انتقاد الدولة بأي شكل من الأشكال .
إلا أن هذا الموقف من الولاء أثار المزيد من الانقسامات في الكنيسة نفسها: فداخل روسيا عارض عدد من المؤمنين سيرجيوس، وفي الخارج قطع المطارنة الروسيين بأمريكا وأوروبا الغربية علاقاتهم مع موسكو.
```
3-8
```

## الحملة المناهضة للدين 1928-1941
كنيسة الاورثودوكس عانت بمرارة في ثلاثينيات القرن العشرين، وقتل العديد من اعضائها أو أرسلوا إلى مخيمات العمل. بين عام 1927 و 1940 عدد كنائس الاورثودوكس في جمهورية روسيا ت ناقصت من 29584 إلى اقل من 500.
السنة الفاصلة كانت في عام 1929، عندما وضعت السياسة السوفياتية تشريع جديد قيد التنفيذ التي شكلت الأساس الجديد الحملة المناهضة القاسية في ثلاثينيات القرن العشرين.
التعليم المناهض للديانات قدم كبداية في الدرجة الأولى في 1928 والعمل ضد الديانات كثف من خلال النظام التعليمي، في نفس الوقت، لإزالة مثقفي الكنائس ودعم الدعاية الرسمية التي تقول بأن الناس المؤمنين بالرب متخلفون.
واصلت الحكومة حملة تطهير كبيرة للمثقفين المسيحين، معظمهم ماتوا في المخيمات أو السجون.
```
4-2
```

تحالف الملحدين المتشددين LMG تحت إشراف Yemelyan Yaroslvsky كان الأداة الرئيسية للحملة المناهضة للدين وتم إعطاءه صلاحيات خاصة سمحت له أن يملي على المؤسسات العامة في جميع أنحاء البلاد مايلزم القيام به للحملة، بعد 1920 وخلال 1930 إغلاق الكنائس والاعتقالات الجماعية لرجال الدين والعلمانيين نشط دينياً وبلغ اضطهاد الناس لحضور الكنيسة أبعاداً غير مسبوقة.
تحالف LMG قام بعمل تكتيكات إرهابية ضد المؤمنين من أجل تعزيز الحملة، واستخدم لتبرير أفعالهم (ستار حماية الدولة أو ملاحقة الخارجين عن القانون) وتمت مهاجمة رجال الدين كأنهم جواسيس أجانب وأجريت المحاكمات مع رجال الدين من قبل الأساقفة، إضافة إلى أتباع العلمانية الذين ذكرتهم ب (العصابات الإرهابية التخريبية) التي تم كشفها.
الدعاية الرسمية في ذلك الوقت دعت إلى نفى مفهوم الله في الاتحاد السوفيتي ، وهذا الاضطهاد كان من المفترض أن يساعد الهدف النهائي للاشتراكية المتمثل في القضاء على الدين.
من 1932 حتى 1937 أعلن جوزيف ستالين (الخطط الخمسية للإلحاد) وكلف تحالف LMG القضاء تماماً عن التعبير الديني في البلاد.
العديد من هذه الأساليب نفسها وتكتيكات الإرهاب فرضت أيضاً على غيرها من الجهات التي تعتبر النظام من أعدائها الإيديولوجيين .